# Krista Kostial-Šimonović
Krista Kostial-Šimonović (Osijek, 19. prosinca 1923. – Zagreb, 29. travnja 2018.), hrvatska akademkinja.

## Životopis
Redovita je članica Hrvatske akademije znanosti i umjetnosti.

## Vanjske poveznice
- Krista Kostial-Šimonović Hrvatska tehnička enciklopedija, portal hrvatske tehničke baštine. LZMK